# Il club delle donne
The Woman Racket è un film drammatico del 1930 diretto da Albert H. Kelley, Robert Oberv e Paul Bern.

## Trama
Durante un raid della polizia in un locale notturno, Julia Barnes, che vi lavora, fa amicizia con Tom, uno dei poliziotti: i due si innamorano e si sposano. Julia, però, si stanca ben presto della tranquilla vita domestica e lo lascia, tornando alla sua vecchia professione di cantante insieme al Chris, il suo ex partner. Quando però questi viene coinvolto in omicidio, Tom corre in aiuto alla moglie e i due sposi si riconciliano.

## Produzione
Il film fu prodotto dalla Metro-Goldwyn-Mayer (MGM).

## Distribuzione
Distribuito dalla Metro-Goldwyn-Mayer (MGM), uscì nelle sale cinematografiche USA il 24 gennaio 1930.